# Bendito Fruto
Bendito Fruto é um filme de comédia dramática brasileiro de 2005 dirigido por Sergio Goldenberg a partir de um roteiro do diretor em parceria com Rosane Lima. O filme conta a história de Maria e os conflitos raciais que ela enfrenta em seu relacionamento com Edgar. É protagonizado por Zezeh Barbosa, Otávio Augusto, Lúcia Alves, Camila Pitanga e Vera Holtz.
Bendito Fruto teve sua estreia no Festival de Cinema de Brasília em 28 de novembro de 2004 e foi lançado no Brasil a partir de 20 de maio de 2005 pela Riofilme. O filme foi recebido com avaliações mistas por parte dos críticos que, no geral, o classificaram como uma comédia romântica que se utiliza dos clichês do gênero com toques de originalidade. O filme teve um desempenho comercial relativamente satisfatório entre as produções nacionais, alcançando uma receita de mais de R$ 453 mil.
A performance de Zezeh Barbosa no filme foi bastante elogiada pela crítica e a atriz recebeu nomeações nas mais importantes premiações do cinema brasileiro. Foi indicada pela Academia Brasileira de Cinema ao Grande Otelo de Melhor Atriz, além de receber indicações no Prêmio Guarani e Prêmio ACIE de Melhor Atriz, e no Prêmio Arte Qualidade Brasil na categoria Melhor Atriz de Cinema. No Festival de Brasília de 2004, a atriz recebeu o Troféu Candango de Melhor Atriz. Otávio Augusto, Lúcia Alves, Camila Pitanga e Vera Holtz também foram reconhecidos por seus desempenhos em premiações.

## Sinopse
Edgar (Otávio Augusto) vive uma vida complicada e de aparências: possui um salão de cabeleireiro e é amasiado com Maria (Zezeh Barbosa). Se faz de homossexual para as clientes, e apresenta Maria como sua empregada, por ela ser negra. Tem um filho com ela, mas o rapaz não sabe que ele é o pai. Virginia (Vera Holtz), uma antiga amiga de escola resolve visitar Edgar, mas sofre um acidente e perde sua bolsa. Fica na casa de Edgar até se recuperar, e dá em cima dele, pensando que ele é um solteirão.
Maria, Edgar, Virgínia, Telma (Lúcia Alves) e Choquita (Camila Pitanga) se reúnem todas as tardes no salão de beleza de Edgar para assistir à novela Primeiro Amor. Passado um tempo, o filho de Maria e Edgar, Anderson (Evandro Machado), chega da Europa com seu novo namorado: Marcelo Monte (Eduardo Moscovis), o galã da novela.

## Elenco
- Zezeh Barbosa como Maria Silva da Conceição
- Otávio Augusto como Edgar
- Vera Holtz como Virgínia Mateus dos Santos
- Lúcia Alves como Telma
- Camila Pitanga como Alda Inês dos Santos "Choquita"
- Evandro Machado como Anderson Silva da Conceição
- Eduardo Moscovis como Marcelo Monte
- Enrique Diaz como Auê
- Thelmo Fernandes como enfermeiro
- Mariana Lima como Gabriela
- Carla Faour como noiva

## Produção
O filme é a primeira direção de longa-metragem de ficção do cineasta Sergio Goldenberg. O roteiro do filme foi escrito em parceria entre o diretor e a autora Rosane Lima. A produção do filme foi iniciada em 2001. A atriz Zezeh Barbosa foi escolhida especialmente pelo diretor do filme para viver a protagonista, sendo esse seu primeiro papel principal em uma grande produção (anteriormente, ela havia protagonizado os curtas-metragens O Xadrez das Cores e Fátima). À época da produção, a atriz estava trabalhando como repórter no Vídeo Show e uma amiga a avisou que o diretor queria que ela protagonizasse o filme, os dois conversaram e o diretor pediu para que a atriz ler algumas cenas, mais tarde ela aceitou o convite.
A preparação de elenco foi feita pelo ator Enrique Díaz, o qual atua em participação especial no filme, e pelo próprio diretor Sergio Goldenberg. As gravações ocorreram na cidade do Rio de Janeiro. O filme é uma coprodução entre a Riofilme, ZDF, Teleimage, Imagem Popular e Trópicos Arte e Comunicação.

## Lançamento
Bendito Fruto teve sua première no Festival de Brasília em 28 de novembro de 2004, onde concorreu na mostra competitiva. Em março de 2005, o filme teve sua estreia mundial durante o Toulouse Latin America Film Festival. A estreia comercial do filme se deu em 20 de maio de 2005 pela distribuidora Riofilme. Em 27 de abril de 2006 participou do Paris Brazilian Film Festival.

## Recepção

### Resposta da crítica
O filme teve uma recepção mista por parte dos críticos. Em crítica ao site Omelete, Érico Fuks atribuiu ao filme 3 de 5 estrelas, o que o classifica com "Bom", e disse: " Os personagens, diluídos em suas ambições e frustrações, vivendo o mundo individualista de sonhos das novelas, cada qual em sua casa e com seu bife e macarrão, acabam se encontrando na claridade do dia nesse antro de fofocas. "O salão é um confessionário", é uma das frases de Telma que melhor resume o cume do filme. Há também um pouco de Mike Leigh em Bendito Fruto. Um ambiente pequeno, metonímia de um universo maior, palco de um caldeirão de sentimentos e crises que abalam a sociedade em estado permanente de convulsão. Há clímax e anti-clímax em ambos, com a diferença de que nos filmes ingleses o chá serve como analgésico para os ataques de histeria, enquanto que no longa brasileiro basta a revista Caras do mês retrasado."
Robledo Milani, do site Papo de Cinema, deu uma nota 7 em 10 ao filme, escrevendo: "Fácil sem ser tolo, envolvente apesar de corriqueiro, Bendito Fruto é uma legítima comédia romântica. Mesmo não evitando os clichês do gênero, consegue fazer proveito deles com originalidade e parcimônia. Uma ótima opção de cinema nacional, recomendado aos que apreciam, acima de tudo, uma boa história."

### Prêmios e indicações
Bendito Fruto se saiu vencedor de dois Troféus Candangos no Festival de Brasília, sendo eles nas categorias nas categorias de Melhor Atriz para Zezeh Barbosa) e Melhor Atriz Coadjuvante para Lúcia Alves Além disso, esteve na mostra competitiva do festival e concorreu ao Candango de Melhor Filme. Ganhou dois Prêmios ACIE de Cinema nas categorias de Melhor Ator para Otávio Augusto e Melhor Roteiro para Rosane Lima e Sérgio Goldenberg. Também foi indicado a dois Prêmios ACIE na categoria de Melhor Atriz para Vera Holtz e Zezeh Barbosa.
No Grande Prêmio do Cinema Brasileiro de 2007, o filme recebeu sete indicações, incluindo as categorias de Melhor Filme, Melhor Ator para Otávio Augusto, Melhor Atriz para Zezeh Barbosa, Melhor Atriz Coadjuvante para Lúcia Alves e Camila Pitanga, Melhor Roteiro Original e Melhor Direção de Arte. Zezeh Barbosa ainda foi indicada ao Prêmio Guarani de Melhor Atriz em 2006.
| Ano  | Associações                         | Categoria                | Recipiente(s)                   | Resultado |
| ---- | ----------------------------------- | ------------------------ | ------------------------------- | --------- |
| 2004 | Festival de Cinema de Brasília      | Melhor Filme             | Bendito Fruto                   | Indicado  |
| 2004 | Festival de Cinema de Brasília      | Melhor Atriz             | Zezeh Barbosa                   | Venceu    |
| 2004 | Festival de Cinema de Brasília      | Melhor Atriz Coadjuvante | Lúcia Alves                     | Venceu    |
| 2005 | Prêmio Arte Qualidade Brasil - RJ   | Melhor Filme             | Bendito Fruto                   | Indicado  |
| 2005 | Prêmio Arte Qualidade Brasil - RJ   | Melhor Diretor           | Sergio Goldenberg               | Indicado  |
| 2005 | Prêmio Arte Qualidade Brasil - RJ   | Melhor Ator              | Otávio Augusto                  | Indicado  |
| 2005 | Prêmio Arte Qualidade Brasil - RJ   | Melhor Atriz             | Zezeh Barbosa                   | Indicado  |
| 2005 | Prêmio Arte Qualidade Brasil - SP   | Melhor Ator              | Otávio Augusto                  | Indicado  |
| 2006 | Prêmio Guarani de Cinema Brasileiro | Melhor Atriz             | Zezeh Barbosa                   | Indicado  |
| 2006 | Prêmio Guarani de Cinema Brasileiro | Melhor Figurino          | Angèle Fróes                    | Indicado  |
| 2006 | Prêmio ACIE de Cinema               | Melhor Ator              | Otávio Augusto                  | Venceu    |
| 2006 | Prêmio ACIE de Cinema               | Melhor Atriz             | Vera Holtz                      | Indicado  |
| 2006 | Prêmio ACIE de Cinema               | Melhor Atriz             | Zezeh Barbosa                   | Indicado  |
| 2006 | Prêmio ACIE de Cinema               | Melhor Roteiro           | Sergio Goldenberg e Rosane Lima | Venceu    |
| 2007 | Grande Prêmio do Cinema Brasileiro  | Melhor Filme             | Bendito Fruto                   | Indicado  |
| 2007 | Grande Prêmio do Cinema Brasileiro  | Melhor Ator              | Otávio Augusto                  | Indicado  |
| 2007 | Grande Prêmio do Cinema Brasileiro  | Melhor Atriz             | Zezeh Barbosa                   | Indicado  |
| 2007 | Grande Prêmio do Cinema Brasileiro  | Melhor Atriz Coadjuvante | Camila Pitanga                  | Indicado  |
| 2007 | Grande Prêmio do Cinema Brasileiro  | Melhor Atriz Coadjuvante | Lúcia Alves                     | Indicado  |
| 2007 | Grande Prêmio do Cinema Brasileiro  | Melhor Roteiro Original  | Sergio Goldenberg e Rosane Lima | Indicado  |
| 2007 | Grande Prêmio do Cinema Brasileiro  | Melhor Direção de Arte   | Claudio Amaral Peixoto          | Indicado  |